# Jerboa's
Jerboa's of springmuizen (Dipodidae) zijn een familie van knaagdieren uit de infraorde Myomorphi.

## Kenmerken
Jerboa's komen 's nachts tevoorschijn. Ze hebben lange achterpoten, die wel vier keer zo lang kunnen worden als de voorpoten. Met deze achterpoten bewegen de diertjes zich voort, door middel van kleine sprongetjes. De voorpoten worden gebruikt om voedsel vast te pakken. Jerboa's kunnen tot wel één meter hoog of twee meter ver springen.

## Verspreiding en leefgebied
De jerboa's komen voor in Noord- en Oost-Afrika tot Midden-Europa, Korea en Noord-Amerika. Ze leven voornamelijk in woestijnen, halfwoestijnen en steppes. Ze lijken wel wat op kleine kangoeroes door hun enorme achterpoten.

## Leefwijze
Jerboa's leven van zaden, groene plantendelen en insecten. Sommige soorten zijn gespecialiseerd in een van de drie diëten (bijvoorbeeld de grootoorspringmuis (Euchoreutes naso), die enkel van insecten leeft), anderen (bijvoorbeeld de paardenspringmuizen) hebben een gemengd dieet. Sommige soorten hebben een lange, ronde staart waarmee ze zich goed vast kunnen houden aan bijvoorbeeld halmen.

## Taxonomie
De leden van de familie variëren onderling sterk; daarom worden er vaak meerdere families erkend. De slingermuizen (Zapodidae) en berkenmuizen (Sminthidae) worden tegenwoordig als aparte families gezien.
Jerboa's zijn de nauwste levende verwanten van de muizen, ratten en woelmuizen, die samen met de jerboa's en enkele fossielen de onderorde Myomorpha vormen. Jerboa's stammen waarschijnlijk af van geslachten als Simimys en Elymys uit het Eoceen van Noord-Amerika en Azië. Ze zijn waarschijnlijk de enige vertegenwoordigers van de superfamilie Dipodoidea, waar soms ook Armintomys toe wordt gerekend, een Eoceen fossiel uit Noord-Amerika dat nauw verwant is aan de voorouder van de Myomorpha.
De familie omvat de volgende geslachten:
- Aksyiromys †; (Vroeg-Eoceen van Azië)
- Blentosomys †; (Vroeg-Eoceen van Azië)
- Elymys †; (Midden-Eoceen van Noord-Amerika)
- Simiacritomys (Midden-Eoceen van Noord-Amerika)
- Ulkenulastomys †; (Vroeg-Eoceen van Azië)
- Onderfamilie Allactaginae
  - Paardenspringmuizen (Allactaga) (Laat-Mioceen tot heden in Centraal-Azië en Oost-Europa)
  - Allactodipus (levend in Oezbekistan en Turkmenistan)
  - Brachyscirtetes †; (Laat-Mioceen van Azië)
  - Himalayactaga †; (Laat-Mioceen van Tibet)
  - Orientallactaga (levend in Azië)
  - Proalactaga †; (Laat-Mioceen van Azië)
  - Protalactaga †; (Midden- tot Laat-Mioceen van Afrika en Azië)
  - Pygeretmus (Laat-Plioceen tot heden in Azië en Oekraïne)
  - Scarturus (levend in West-Azië en Noord-Afrika)
- Onderfamilie Dipodinae
  - Chimaerodipus (levend in China)
  - Dipus (Pleistoceen tot heden in Azië en Oost-Europa)
  - Lichtensteinspringmuis (Eremodipus) (levend in Centraal-Azië)
  - Jaculus (Laat-Plioceen tot heden in Afrika en Azië)
  - Kamteenspringmuis (Paradipus) (levend in Centraal-Azië)
  - Plioscirtopoda †; (Laat-Plioceen van Oekraïne)
  - Scirtodipus †; (Laat-Mioceen van Kazachstan)
  - Sminthoides †; (Laat-Mioceen tot Pleistoceen van Azië)
  - Stylodipus (Laat-Pleistocene tot heden in Oost-Europa en Azië)
- Onderfamilie Dwergspringmuizen (Cardiocraniinae)
  - Vijfteendwergspringmuis (Cardiocranius) (levend in China, Mongolië en Kazachstan)
  - Salpingotus (levend in Afghanistan, Centraal-Azië, China en Mongolië)
- Onderfamilie Euchoreutinae
  - Grootoorspringmuis (Euchoreutes) (levend in Mongolië en China)